# Anthidiellum polyochrum
Anthidiellum polyochrum är en biart som beskrevs av Mavromoustakis 1937. Anthidiellum polyochrum ingår i släktet Anthidiellum och familjen buksamlarbin. Inga underarter finns listade i Catalogue of Life.